# Bernard Cywinski

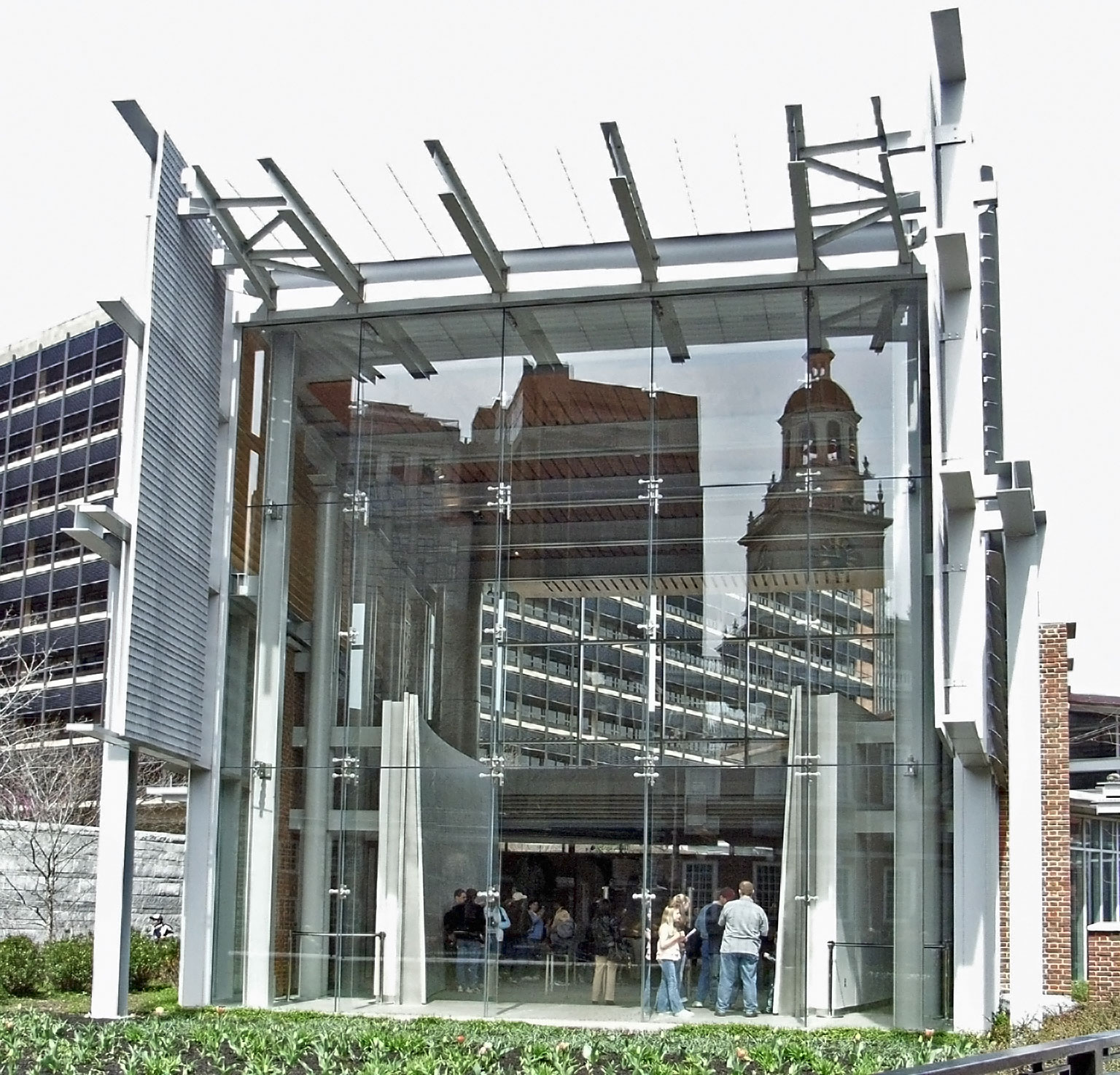
Liberty Bell Center

Bernard Cywinski (ur. 29 marca 1940 w Trenton, New Jersey, zm. 2 marca 2011) – amerykański architekt i wykładowca.
Po ukończeniu Columbia College przy Columbia University studiował w Columbia Graduate School of Architecture, Planning and Preservation. W 1979 założył wspólnie z Peterem Bohlinem pracownię architektoniczną w Wilkes-Barre w stanie Pensylwania, a po dołączeniu trzeciego wspólnika przyjęła nazwę „Bohlin Cywiński Jackson”. W wywiadzie udzielonym Philadelphia Inqirer projektanci opowiedzieli, że mają odmienną technikę szkicowania, Bohlin robił to w sposób tradycyjnym drewnianym ołówkiem, zaś Cywiński wolał szkicować automatycznym z wymiennymi grafitami. Bernard Cywiński skupiał się na projektach realizowanych na rynku lokalnym, jego wspólnik wybierał projekty zlokalizowane w innych miastach. W 1994 otrzymali wyróżnienie „Architecture Firm Award” American Institute of Architects za dotychczasowy dorobek projektowy, w tym czasie pracownia posiadała pięć oddziałów w Wilkes-Barre, Filadelfii, Pittsburghu, Seattle oraz w San Francisco. W 1990 władze ogłosiły konkurs na przebudowę Independence Mall, jednym ze zwycięskich był zgłoszony przez Bernarda Cywińskiego projekt Liberty Bell Center. Budynek ten miał być częścią zarządzanego przez National Park Service Independence National Historical Park w Filadelfii, wewnątrz miał zostać umieszczony słynny Dzwon Wolności. Projekt został zaakceptowany, a gotowy gmach został oddany do użytkowania w 2003. W tym czasie u Bernarda Cywińskiego odkryto złośliwą postać nowotworu, mimo tego do ostatnich dni życia projektował. Ostatnią jego pracą były szkice nowego typu słupów oświetleniowych, które miały ozdobić Avenue of the Arts będącą częścią najważniejszej ulicy w Filadelfii, Broad Street. Projekt ten wygrał konkurs, rozwiązanie miało miejsce 2 marca 2011, tego samego dnia Bernard Cywiński zmarł.